# 스페이스 샤워 네트워크
주식회사 스페이스 샤워 네트워크(영어: Space Shower Network Inc.,일본어: 株式会社スペースシャワーネットワーク 가부시키가이샤 스페스샤와넷토와쿠[*])는 일본 도쿄도 미나토구에 있는 음반사이다.

## 연혁
- 1989년: 회사 설립[1]

## 소속 아티스트

### 일본 음악
- 템파레이
- JJJ
- 세븐틴[2]
- 베드 인